# La Piste du télégraphe
Pour les articles homonymes, voir Télégraphe (homonymie).
Pour plus de détails, voir Fiche technique et Distribution.
La Piste du télégraphe est un film français réalisé par Liliane de Kermadec et sorti en 1994.

## Synopsis
D’après l’histoire vraie de Lillian Alling (en), d’origine russe et femme de chambre à New York en 1927, qui, prise de nostalgie, voulut rejoindre sa Sibérie ancestrale.
Pauvre et inexpérimentée, elle décide d’accomplir, à pied, le trajet entre New York et le détroit de Béring. Sa volonté farouche et son inconscience vont rallier à sa cause et au gré de son cheminement, les différentes personnes rencontrées sur sa route depuis les États-Unis jusqu’au Canada. Elle recevra notamment l’aide généreuse de Muriel, gérante d’un drugstore, et écoutera son judicieux conseil : suivre, au milieu des neiges, la ligne du télégraphe. Elle devra sa survie aux employés du télégraphe qui, d’abord incrédules, vont la secourir alors qu’elle se trouvait en fâcheuse posture dans une rivière glacée puis vont l’aider à terminer son insensé voyage.

## Fiche technique
- Titre original : La Piste du télégraphe
- Titre de travail : Une femme dans le vent
- Réalisation : Liliane de Kermadec
- Assistant réalisation : Gérard Grégory
- Scénario : Liliane de Kermadec
- Décors : Jacques Voizot, Patrick Weibel
- Costumes : Cidalia da Costa
- Maquillages : Thierry Lécuyer
- Coiffures : Michelle Fosse
- Photographie : Iouri Liubchin, Pierre-Laurent Chenieux
- Son : Bernard Aubouy
- Mixage son : Thierry Delor
- Montage : Aurique Delannoy
- Musique : Antoine Duhamel
- Scripte : Irène Charitonoff
- Producteurs exécutifs : Patrick Dumont, Ismaïl-Soliman Taghi-Zadeh
- Directeurs de production : Patrick Delauneux, Marina Kaputsina, Auguste Galibert
- Sociétés de production : France 2 Cinéma (France), Cinébravo (France)
- Sociétés de distribution : Les Acacias Ciné Audience (France), Cinexport (étranger)
- Pays d'origine :  France
- Langue originale : français
- Format : 35 mm — couleur — 1.66:1 — son stéréophonique
- Durée : 107[1]↔116 minutes
- Genre : road movie, film biographique
- Date de sortie :  16 novembre 1994
- (fr) Classifications CNC : tous publics, Art et Essai (visa d'exploitation no 79960 délivré le 26 septembre 1994)

## Distribution
- Elena Safonova : Lisa Alling
- Christopher Chaplin : John
- Alexandre Arbatt : Mike
- Mylène Demongeot : Muriel
- Miki Manojlović : Carlo
- Cong Shan : Shan
- Sergueï Chnyrev : le journaliste
- Jean-Yves Gautier : le pilote
- Rémy Roubakha : Billy
- Alexandre Lekov : le vagabond
- Wladimir Tsarev : Harvey
- Alexei Rodionov : Alastair
- Alexandre Kalinski : David
- Ala Boudniskaïa : la mère de John
- Alexandre Bilavski : le père de John
- Olga Tchernov : Louise
- Ludmilla Korik : Angela
- Serguei Stegalov : Malcolm
- Oleg Banikov : Doug
- Alexandre Mazourienko : Tom
- Boris Bistrov : Scotty
- Oleg Miteen : Michael
- Vladimir Chykov : George
- Liuba Soboleva
- Vladimir Wan Zoli
- Dimitri Kalatchev
- Evgueni Souboutsev
- Iouri Berkoum
- Vladimir Ivkin

## Tournage
- Le film devait se tourner au début des années 1980 sous le titre A Mystery Woman, avec Julie Christie dans le rôle principal. La réalisatrice a effectué des repérages en Colombie britannique, puis la production a été arrêtée au stade de la préparation et reprise une douzaine d'années plus tard.
- La production a reconstitué, dans des villes et villages d'Ukraine et de Russie, des décors de villages américains au début du XXe siècle.
- Mylène Demongeot[2] : « Le film se tourne en Ukraine, ce grand pays où je mets les pieds pour la première fois de ma vie. […] Notre équipe s'embarque avec Liliane pour Vorokhta en Ukraine, dans un vieil avion brinquebalant. Un voyage de quelques heures, éprouvant, c'est le moins que je puisse dire. […] Heureusement, Marc a pu m'accompagner, ainsi que son premier assistant, Xavier de Cassan, ami fidèle qui a apporté sa caméra et tournera un court-métrage, De Vorokhta à Odessa, racontant cette aventure, car c'en est une ! Il fait tellement froid que lorsque je respire, je m'étouffe et j'ai des glaçons qui se forment dans mon nez. Cette petite ville est à l'époque dans un tel état de dénuement que cela nous surprend, nous Français, habitués à nos vitrines débordantes de nourriture et de tant de marchandises que nous n'y prêtons même plus attention. […] Le tournage est difficile. Très difficile. Je ne me rappelle plus combien de temps nous sommes restés là-bas. Rien ne se passe comme Liliane l'a désiré, à tel point qu'elle n'arrivera à tourner que les deux tiers de son film ! Lorsque, rentrée en France, j'en verrai une projection, je m'apercevrai qu'elle a remplacé tout ce qui manque à son histoire par du noir et la voix off de l'actrice russe Elena Safonova qui raconte ce qui se passe. Ça donne un curieux résultat. »